# Ukrainsk grammatik
Ukrainsk grammatik handlar om den formella strukturen i det ukrainska språket. Detta är ett flekterande språk, med likheter till andra slaviska språk.

## Fonologi
1. Fornslaviskans ę har utvecklats till respektive і. Sak heter дело respektive дідо. Äta blir їсти.
2. Ljuden /o/ och /e/ motsvaras av /i/ i ukrainskan.
3. Г uttalas inte som en klusil utan frikativt eller som ett tonande /h/.

## Morfologi

### Nomen
Substantiv böjs i sju kasus (nominativ, genitiv, dativ, ackusativ, instrumentalis, lokativ och vokativ), i två numerus (singular och plural) och i  genus (maskulinum, femininum och neutrum). Adjektiv, pronomen och de två första räkneorden har särskilda genusformer.
Det finns fyra deklinationer i ukrainskan. Den första innehåller huvudsakligen feminina substantiv, medan maskulina och neutrala substantiv tillhör den andra. Den tredje har feminina ord som slutar på ь eller en postalveolar sibilant. I den fjärde deklinationen finns neutrala substantiv som slutar på я/а (fornslaviska *ę).

#### Substantiv

##### Första deklinationen
| Singular       | Singular | Singular | Singular | Singular |
|                | Hård     | Blandad  | Mjuk (ь) | Mjuk (й) |
| -------------- | -------- | -------- | -------- | -------- |
| Nominativ      | -а       | -а       | -я       | -я       |
| Genitiv        | -и       | -і       | -і       | -ї       |
| Dativ (1)      | -і       | -і       | -і       | -ї       |
| Ackusativ      | -у       | -у       | -ю       | -ю       |
| Instrumentalis | -ою      | -ею      | -ею      | -єю      |
| Lokativ (1)    | -і       | -і       | -і       | -ї       |
| Vokativ        | -о       | -е       | -е       | -є       |
| Plural         |          |          |          |          |
|                | Hård     | Blandad  | Mjuk (ь) | Mjuk (й) |
| Nominativ      | -и       | -і       | -і       | -ї       |
| Genitiv (2)    | ∅        | ∅        | -ь       | -й       |
| Dativ          | -ам      | -ам      | -ям      | -ям      |
| Ackusativ (3)  | -и / ∅   | -і / ∅   | -і / -ь  | -ї / -й  |
| Instrumentalis | -ами     | -ами     | -ями     | -ями     |
| Lokativ        | -ах      | -ах      | -ях      | -ях      |
| Vokativ        | -и       | -і       | -і       | -ї       |

- (1) En velar konsonant förändras i enlighet med den andra palataliseringen(en).
- (2) Om två eller flera konsonanter står i slutet av ord, tillkommer inskottsvokaler.
- (3) Genitiven används för animata substantiv medan nominativen används för inanimata substantiv.

##### Andra deklinationen
| Singular       | Singular       | Singular  | Singular      | Singular  |
|                | Hård           | Blandad   | Mjuk (ь)      | Mjuk (й)  |
| -------------- | -------------- | --------- | ------------- | --------- |
| Nominativ      | ∅              | ∅         | -ь / ∅ (1)    | -й        |
| Genitiv (2)    | -а / -у        | -а / -у   | -я / -ю       | -я / -ю   |
| Dativ (3)      | -ові / -у      | -еві / -у | -еві / -ю     | -єві / -ю |
| Ackusativ (4)  | ∅ / -а         | ∅ / -а    | -ь / -я       | -й / -я   |
| Instrumentalis | -ом            | -ем       | -ем           | -єм       |
| Lokativ (5)    | -ові / -і / -у | -еві / -і | -еві / -і     | -єві / -ї |
| Vokativ (6)    | -у / -е        | -е / -у   | -ю            | -ю        |
| Plural         |                |           |               |           |
|                | Hård           | Blandad   | Mjuk (ь)      | Mjuk (й)  |
| Nominativ      | -и             | -і        | -і            | -ї        |
| Genitiv        | -ів            | -ів       | -ів / -ей (7) | -їв       |
| Dativ          | -ам            | -ам       | -ям           | -ям       |
| Ackusativ (8)  | -и / -ів       | -і / -ів  | -і / -ів      | -ї / -їв  |
| Instrumentalis | -ами           | -ами      | -ями          | -ями      |
| Lokativ        | -ах            | -ах       | -ях           | -ях       |
| Vokativ        | -и             | -і        | -і            | -ї        |

Notes:
- (1) Bara för mjuka substantiv som slutar på р.
- (2) Ändelsen beror på substantivets betydelse. Följande regler finns i boken Ukrainsk rättstavning:[2]
  - Använd ändelsen -а för
    1. Yrken och personnamn
    2. Växter och djur
    3. Föremål
    4. Ortnamn
    5. Måttenheter
    6. Namn på maskiner
    7. Lånord som beskriver geometriska figurer och föremål

  - Använd ändelsen -у för
    1. Kemiska substanser och material (med några undantag)
    2. Kollektiva substantiv
    3. Namn på byggnader och deras delar
    4. Namn på organisationer
    5. Naturfenomenen
    6. Känslor
    7. Namn på processer, tillstånd under livet
    8. Lånord som betecknar fysikaliska eller kemiska processer
    9. Namn på lekar och danser
- (3) Ändelsen -ові är att föredra.
- (4) Genitiven används för animata substantiv medan nominativen används för inanimata substantiv.
- (5) För att undvika den andra palataliseringen(en) velara rötter har ändelsen -у ending. Icke-velar rötter får -і eller -ові. Som vanligt ger ändelsen -і upphov till den första palataliseringen(en).
- (6) Om ändelsen -е används, inträffar den första palataliseringen(en).

Den kan dock undvikas genom att använda ändelsen -у.
- (7) Den andra ändelsen förekommer i en liten grupp av substantiv.
- (8)  Genitiven används för animata substantiv medan nominativen används för inanimata substantiv.

| Singular       | Singular | Singular | Singular | Singular    |
|                | Hård     | Blandad  | Mjuk     | Mjuk (*ĭjе) |
| -------------- | -------- | -------- | -------- | ----------- |
| Nominativ      | -о       | -е       | -е       | -я          |
| Genitiv        | -а       | -а       | -я       | -я          |
| Dativ          | -у       | -у       | -ю       | -ю          |
| Ackusativ      | -о       | -е       | -е       | -я          |
| Instrumentalis | -ом      | -ем      | -ем      | -ям         |
| Lokativ (1)    | -і       | -і       | -і       | -і          |
| Vokativ        | -о       | -е       | -е       | -я          |
| Plural         |          |          |          |             |
|                | Hård     | Blandad  | Mjuk     | Mjuk (*ĭjе) |
| Nominativ      | -а       | -а       | -я       | -я          |
| Genitiv        | ∅        | ∅        | -ь       | -ь / ∅ (2)  |
| Dativ          | -ам      | -ам      | -ям      | -ям         |
| Ackusativ      | -а       | -а       | -я       | -я          |
| Instrumentalis | -ами     | -ами     | -ями     | -ями        |
| Lokativ        | -ах      | -ах      | -ях      | -ях         |
| Vokativ        | -а       | -а       | -я       | -я          |

- (1) Den andra palataliseringen sker utom för *ĭjе-orden.
- (2) Den dubbla konsonanten blir enkel om ь används.  Om en postalveolar sibilant är den sista konsonanten, så kommer inget ь användas. För en labial konsonant som sista är ändelsen -’їв. Enstaviga ord har ändelsen -ів. Om två eller flera konsonanter är sist i orden, kan en inskottsvokal skjutas in.

##### Tredje deklinationen
Denna deklination innehåller bara feminina substantiv som slutar på konsonant och den består av två grupper: en blandad och en mjuk grupp.
| Singular           | Singular | Singular |
|                    | Blandad  | Mjuk     |
| ------------------ | -------- | -------- |
| Nominativ          | ∅        | -ь       |
| Genitiv            | -і       | -і       |
| Dativ              | -і       | -і       |
| Ackusativ          | ∅        | -ь       |
| Instrumentalis (1) | -ю       | -ю       |
| Lokativ            | -і       | -і       |
| Vokativ            | -е       | -е       |
| Plural             |          |          |
|                    | Mjuk     | Blandad  |
| Nominativ          | -і       | -і       |
| Genitiv            | -ей      | -ей      |
| Dativ              | -ам      | -ям      |
| Ackusativ          | -і       | -і       |
| Instrumentalis     | -ами     | -ямм     |
| Lokativ            | -ах      | -ях      |
| Vokativ            | -і       | -і       |

- (1) Eftersom denna ändelse kommer från fornslaviskans *-ĭjǫ, konsonanten fördubblas. Om nominativen har ett -і i stället för ett -о, så kommer också instrumentalis att se ut som i ніччю (instrumental singular) och ніч (nominative singular).

##### Fjärde deklinationen
Denna deklination består bara av neutrala substantiv som kommer från fornslaviskans *ę. Den har två grupper: en med infogat н och en med infogat т.
| Singular           | Singular      | Singular      |
|                    | (н)           | (т)           |
| ------------------ | ------------- | ------------- |
| Nominativ          | ім’я́          | теля́          |
| Genitiv            | і́мені, ім’я́   | теля́ти        |
| Dativ              | і́мені, ім'ю́   | теля́ті        |
| Ackusativ          | ім’я́          | теля́          |
| Instrumentalis (1) | і́менем, ім’я́м | теля́м         |
| Lokativ            | і́мені, ім'ю́   | теля́ті        |
| Vokativ            | ім’я́          | теля́          |
| Plural             |               |               |
|                    | (н)           | (т)           |
| Nominativ          | імена́         | теля́та        |
| Genitiv            | іме́н          | теля́т         |
| Dativ              | імена́м        | теля́там       |
| Ackusativ          | імена́         | теля́та, теля́т |
| Instrumentalis     | імена́ми       | теля́тами      |
| Lokativ            | імена́х        | теля́тах       |
| Vokativ            | імена́         | теля́та        |

#### Pronomen

##### Personliga pronomen
De böjs på följande sätt:
|                | 1:a sing | 2:a sing | 3:e sing mask | 3:e sing fem | 3:e sing neut | 1:a pl | 2:a pl | 3:e pl   | reflexiva |
| -------------- | -------- | -------- | ------------- | ------------ | ------------- | ------ | ------ | -------- | --------- |
| Nominativ      | я        | ти       | він           | вона         | воно          | ми     | ви     | вони     | /         |
| Genitiv        | мене     | тeбе     | його / нього  | її / неї     | його / нього  | нас    | вас    | їх / них | себе      |
| Dativ          | мені     | тобі     | йому          | їй           | йому          | нам    | вам    | їм       | собі      |
| Ackusativ      | мене     | тебе     | його          | її           | його          | насн   | вас    | їх / них | себе      |
| Instrumentalis | мною     | тобою    | ним           | нею          | ним           | нами   | вами   | ними     | собою     |
| Lokativ        | мені     | тобі     | ньому / нім   | ній          | ньому / нім   | наc    | вас    | них      | собі      |

##### Possesiva pronomen
Första och andra persons possessiva pronomen i singular (мій respektive твій) böjs enligt denna tabell:
|                | maskulinum | femininum | neutrum | plural    |           | maskulinum | femininum | neutrum   | plural |
| Nominativ      | мій        | моя       | моз     | мої       | твій      | твоє       | твоя      | твої      |        |
| Genitiv        | мого       | мого      | моєї    | моїх      | твого     | твоєї      | твого     | твоїх     |        |
| Dativ          | мохму      | моїй      | моїєму  | моїм      | твоєму    | твоїй      | твоєму    | твоїм     |        |
| Ackusativ      | N eller G  | мою       | моє     | N eller G | N eller G | твою       | твоє      | N eller G |        |
| Instrumentalis | моїм       | моєю      | моїм    | моїми     | твоїм     | твоєю      | твоїм     | твоїми    |        |
| Lokativ        | моєму      | моїй      | моїму   | моїх      | твоєму    | твоїй      | твоєму    | твоїх     |        |

Första och andra persons possessiva pronomen i plural (наш respektive ваш) böjs enligt denna tabell, där nominativ i maskulinum är korta former:
|                | maskulinum | neutrum | femininum | plural    |           | maskulinum | neutrum | femininum | plural |
| Nominativ      | наш        | наша    | наше      | наші      | ваш       | ваша       | ваше    | ваші      |        |
| Genitiv        | нашого     | нашої   | нашого    | наших     | вашого    | вашої      | вашого  | ваших     |        |
| Dativ          | нашому     | нашій   | нашому    | нашим     | вашому    | вашій      | вашому  | вашим     |        |
| Ackusativ      | N eller G  | нашу    | наше      | N eller G | N eller G | вашу       | ваше    | N eller G |        |
| Instrumentalis | нашим      | нашою   | нашим     | нашими    | вашим     | вашою      | вашим   | вашими    |        |
| Lokativ        | нашому     | нашій   | нашому    | наших     | вашому    | вашій      | вашому  | ваших     |        |

Tredje persons possessiva pronomen i plural, їхній, böjs som ett vanligt mjuk nomen.